# عفيف أمير الدين
عفيف أمير الدين (22 مارس 1984 بكوتا بهارو في ماليزيا - ) هو لاعب كرة قدم ماليزي في مركز الدفاع. شارك مع منتخب ماليزيا لكرة القدم. أما مع النوادي، فقد لعب مع نادي كلنتن وSime Darby F.C. ‏ ونادي برليس ‏ ونادي كيدا دارول أمان وPolis Diraja Malaysia FC ‏.